# Phrynocephalus arabicus
Espèce
Synonymes
- Phrynocephalus nejdensis Haas, 1957
- Phrynocephalus nejdensis macropeltis Haas, 1957

Statut de conservation UICN

 LC  : Préoccupation mineure
Phrynocephalus arabicus est une espèce de sauriens de la famille des Agamidae.

## Répartition
Cette espèce se rencontre en Jordanie, en Arabie saoudite, aux Émirats arabes unis, en Oman, et en Iran.
Sa présence en Irak est incertaine.

## Étymologie
Cette espèce est nommée en référence au lieu de sa découverte, l'Arabie.

## Publication originale
- Anderson, 1894 : On two new species of agamoid lizards from the Hardramut, South-Eastern Arabia. Annals and Magazine of Natural History, sér. 6, vol. 14, p. 376-378 (texte intégral).